# Hans Vilz
Hans Vilz (* 2. Mai 1902 in Essen; † 1971 in Düsseldorf) war ein deutscher Tier- und Landschaftsmaler.

## Leben
Vilz studierte zunächst an der Kunstgewerbeschule Essen, dann von 1925 bis 1932 an der Kunstakademie Düsseldorf bei Ludwig Heupel-Siegen. Er war Meisterschüler bei Julius Paul Junghanns.
In der Zeit des Nationalsozialismus war Vilz Mitglied der Reichskammer der bildenden Künste. Für diese Zeit ist seine Teilnahme an 21 Ausstellungen sicher belegt, darunter 1936 in Essen "Westfront 1936. Freie Kunst im neuen Staate". Diese Ausstellung stand der nationalsozialistischen Ideologie nahe. Vilz gehörte zu den ersten Künstlern, die Ateliers im 1937 gebauten Atelierhaus für „junge noch unverheiratete Maler und Bildhauer“ an der Franz-Jürgens-Straße 12 in Düsseldorf-Golzheim bezogen.
Er war 1949 Mitbegründer der Düsseldorfer Künstlergruppe 1949.

## Werke (Auswahl)
- Pflügender Bauer mit Pferdegespann
- Niederrheinisches Dorf im Winter
- Am Niederrhein
- Fischerboote bei Mönchenwerth, 1959
- Straße im Abendlicht, Vorfrühlingsstimmung
- Bewaldete Landschaft mit Strohhaufen
- Heugarben auf einer Baumwiese
- Ansicht eines Landgutes
- Ziegenhirtin[3]
- Froschenteich bei Wittlaer
- Ansicht von Schloss Kalkum
- Blick auf Kalkum
- Verschneites Dorf in Niederrheinischer Landschaft
- Dorflandschaft mit Fluß
- Für die Reichsausstellung Schaffendes Volk 1937 fertigte Vilz Wandmalereien an.

## Ausstellungen (Auswahl)
- Ausritt, Ausstellung im Haus der Kunst, München 1942.[4]
- Dreißig Bilder, Galerie Jörg Liestmann, Duisburg 2016[5]
- Vilz stellte mit den Künstlergruppen Das Junge Rheinland, Rheingruppe und Rheinische Sezession aus, darunter auch in der Galerie Junge Kunst – Frau Ey.[6]

## Ehrungen
- In Düsseldorf wurde der Hans-Vilz-Weg nach dem Künstler benannt.[7]